# 수문지질학

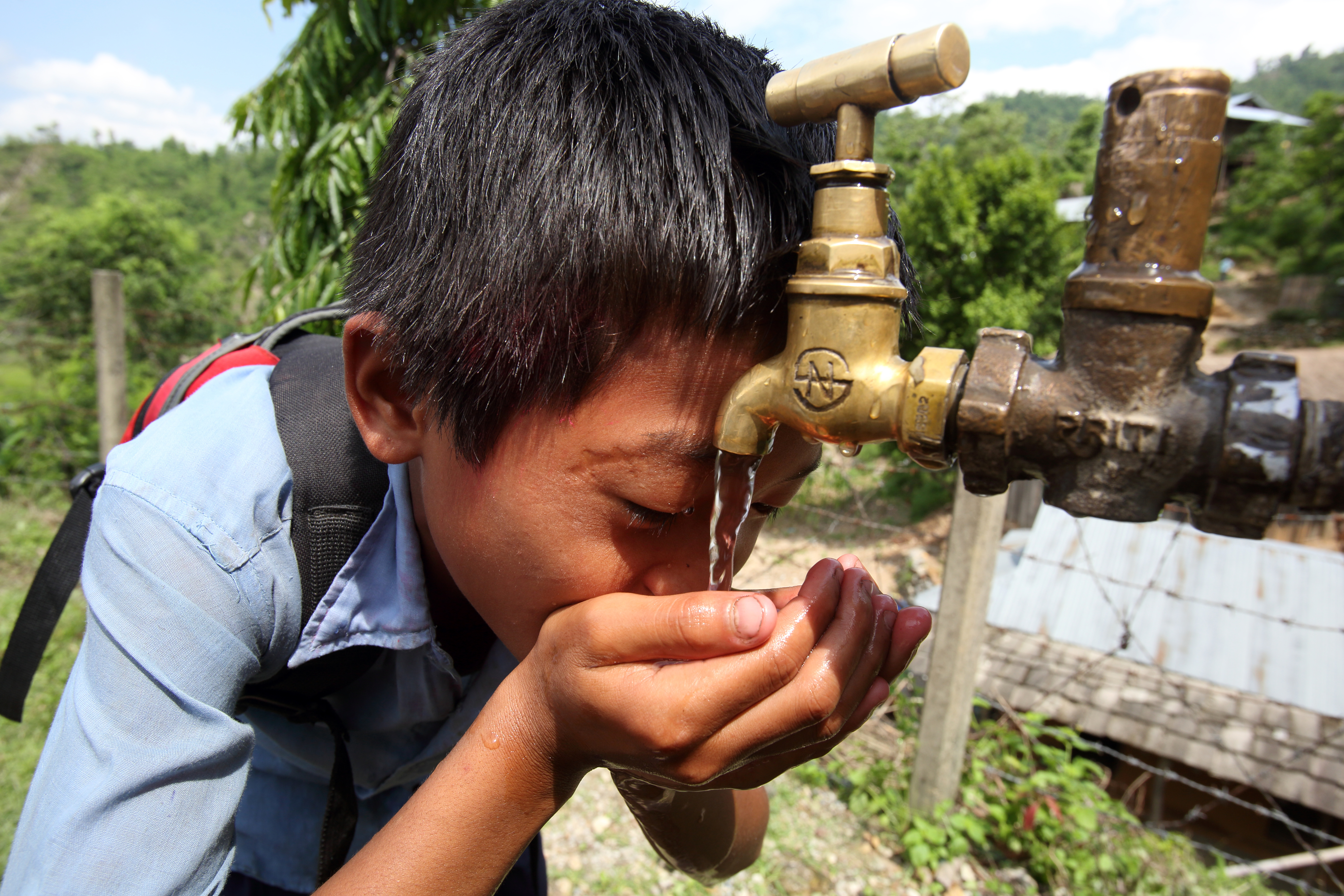
네팔 우다이푸르구 푸와레 시카르에 있는 NEWAH WASH 수자원 프로젝트 에서 수돗물을 마시는 소년.

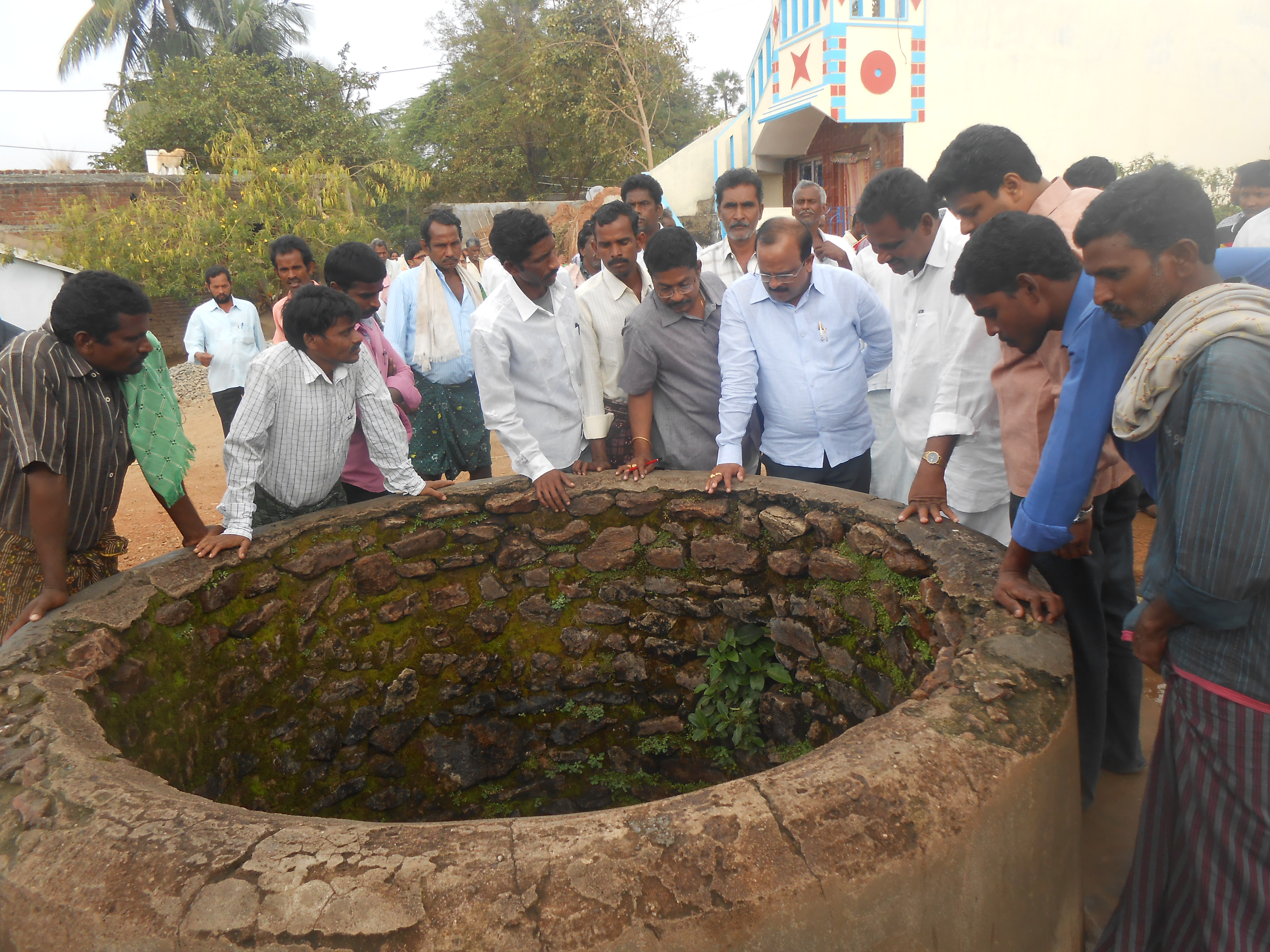
우물 확인

태국 푸상 국립공원의 폭포 아래 소년.

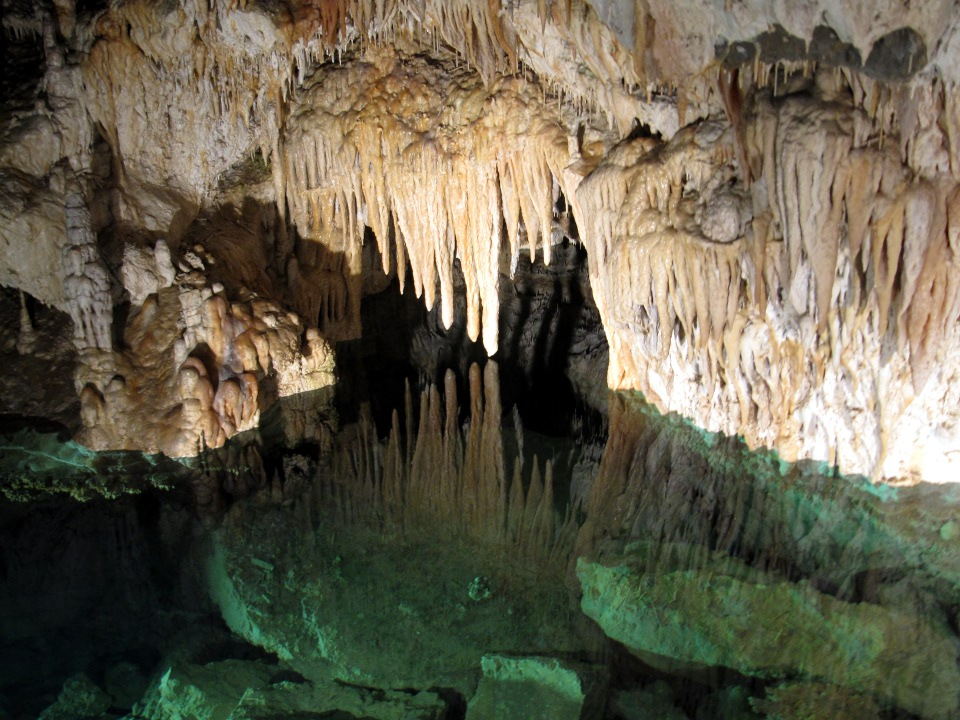
데마노브스카 자유 동굴, "에메랄드 호수"

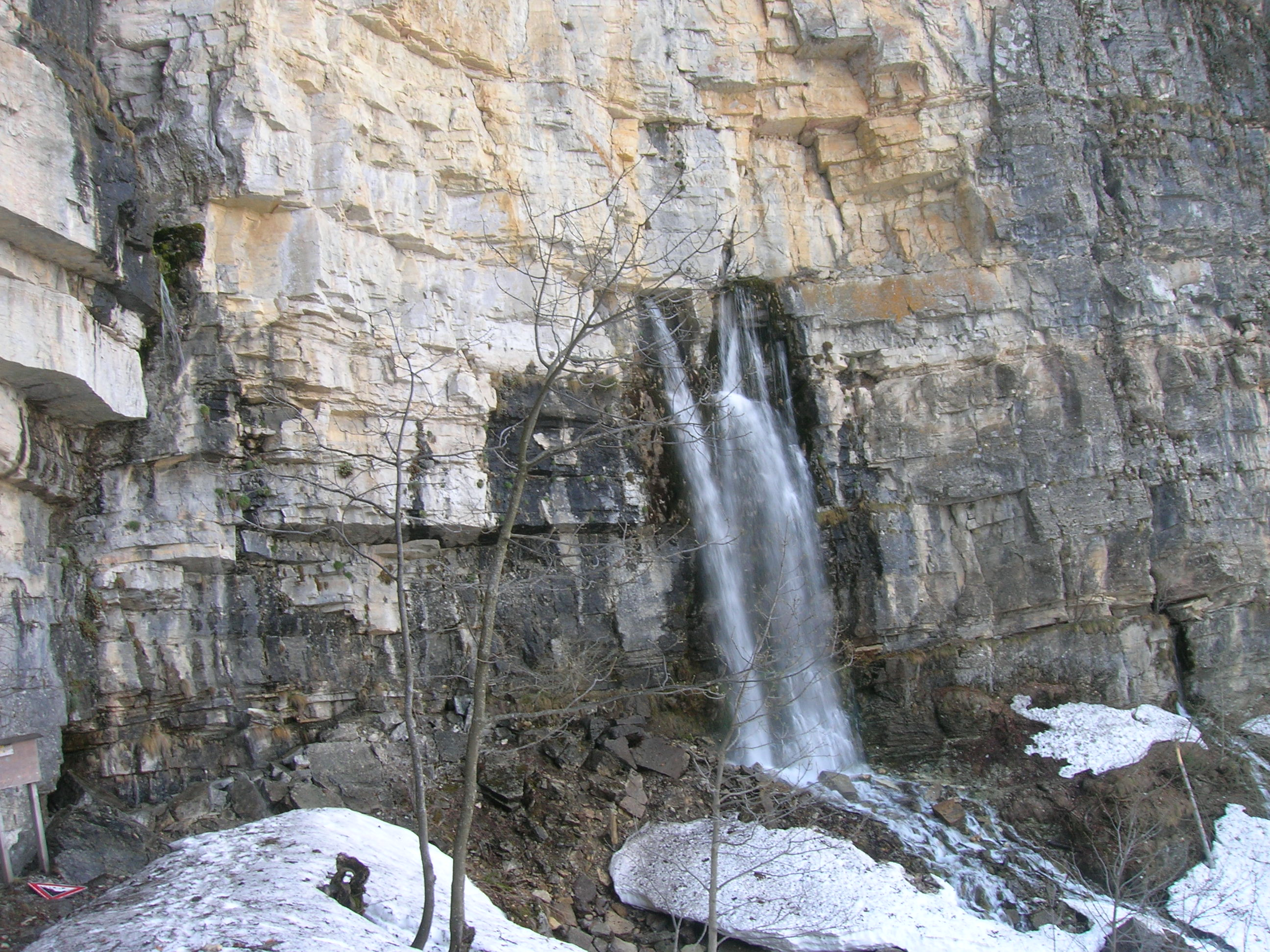
카르스트 샘 (쿠네오, 피에몬테, 이탈리아)

수문지질학(水文地質學, Hydrogeology)은 지구 지각의 흙과 암석 (일반적으로 대수층) 내 지하수의 분포와 이동을 다루는 지질학 분야이다. 수리지질학(水理地質學)으로도 부른다.
수문지질학은 지하수의 이동을 지배하는 법칙, 이 물과 다공성 고체 사이의 기계적, 화학적, 열적 상호작용, 그리고 흐름에 의한 에너지, 화학적 성분, 미립자 물질의 수송을 연구하는 학문이다(Domenico and Schwartz, 1998).
수문지질학의 또 다른 이름인 지하수 공학은 지하수 이동과 우물, 펌프, 배수구 설계와 관련된 공학 분야이다. 지하수 공학의 주요 관심사는 지하수 오염, 공급 보존, 수질이다.
우물은 개발도상국뿐만 아니라 도시 수도 시스템과 연결되지 않은 선진국에서도 사용하기 위해 건설된다. 우물은 대수층의 무결성을 유지하고 오염 물질이 지하수에 도달하는 것을 방지하도록 설계 및 유지 관리된다. 지하수 사용이 지표수 시스템에 영향을 미치거나 인간 활동이 지역 대수층 시스템의 무결성을 위협할 때 지하수 사용에 대한 논란이 발생한다.

## 서론
수문지질학은 학제간 학문이다. 흙, 물, 자연, 사회 간의 화학, 물리, 생물, 심지어 법률적 상호작용을 완전히 설명하기 어려울 수 있다. 지하수 이동과 지질학 간의 상호작용 연구는 매우 복잡할 수 있다. 지하수는 항상 지형을 따르지 않는다. 지하수는 압력 경사를 따르며(고압에서 저압으로 흐름), 종종 균열과 도관을 통해 우회적인 경로를 거친다. 다성분 시스템의 다양한 측면 간 상호작용을 고려하려면 실험 및 이론 수준에서 여러 다양한 분야의 지식이 필요한 경우가 많다. 다음은 포화된 지하 수문학의 방법과 명명법에 대한 보다 전통적인 소개이다.

## 다른 분야와의 관계에서 본 수문지질학

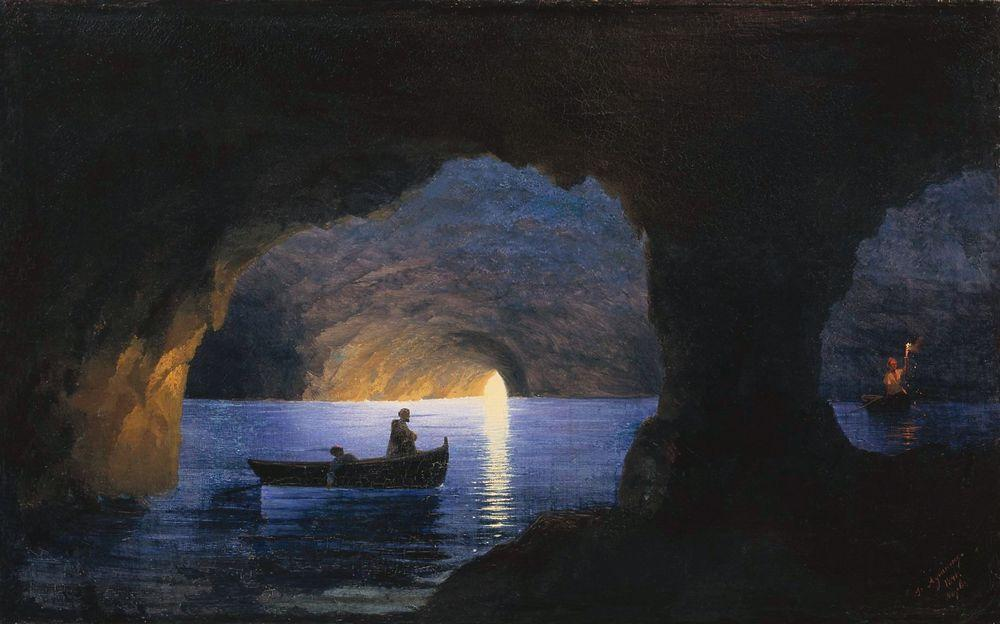
이반 아이바좁스키의 그림 (1841)

위에서 언급했듯이 수문지질학은 지하, 일반적으로 다공성 또는 파쇄된 지질 물질을 통해 물의 흐름을 다루는 지구과학 분야이다. 지하의 매우 얕은 곳(상위 3m)에서의 물의 흐름은 토양학, 농업, 토목공학 분야뿐만 아니라 수문지질학에도 관련이 있다. 더 깊은 지층에서의 유체 (물, 탄화수소, 지열 유체 등)의 일반적인 흐름 또한 지질학자, 지구물리학자, 석유 지질학자들의 관심사이다. 지하수는 일반적으로 느리게 움직인다. 지하수 흐름에 대한 많은 경험적으로 도출된 법칙은 유체역학에서 크리핑 유동의 특수한 경우(점성 및 압력 항은 있지만 관성 항은 없음)로부터 대체적으로 도출될 수 있다.

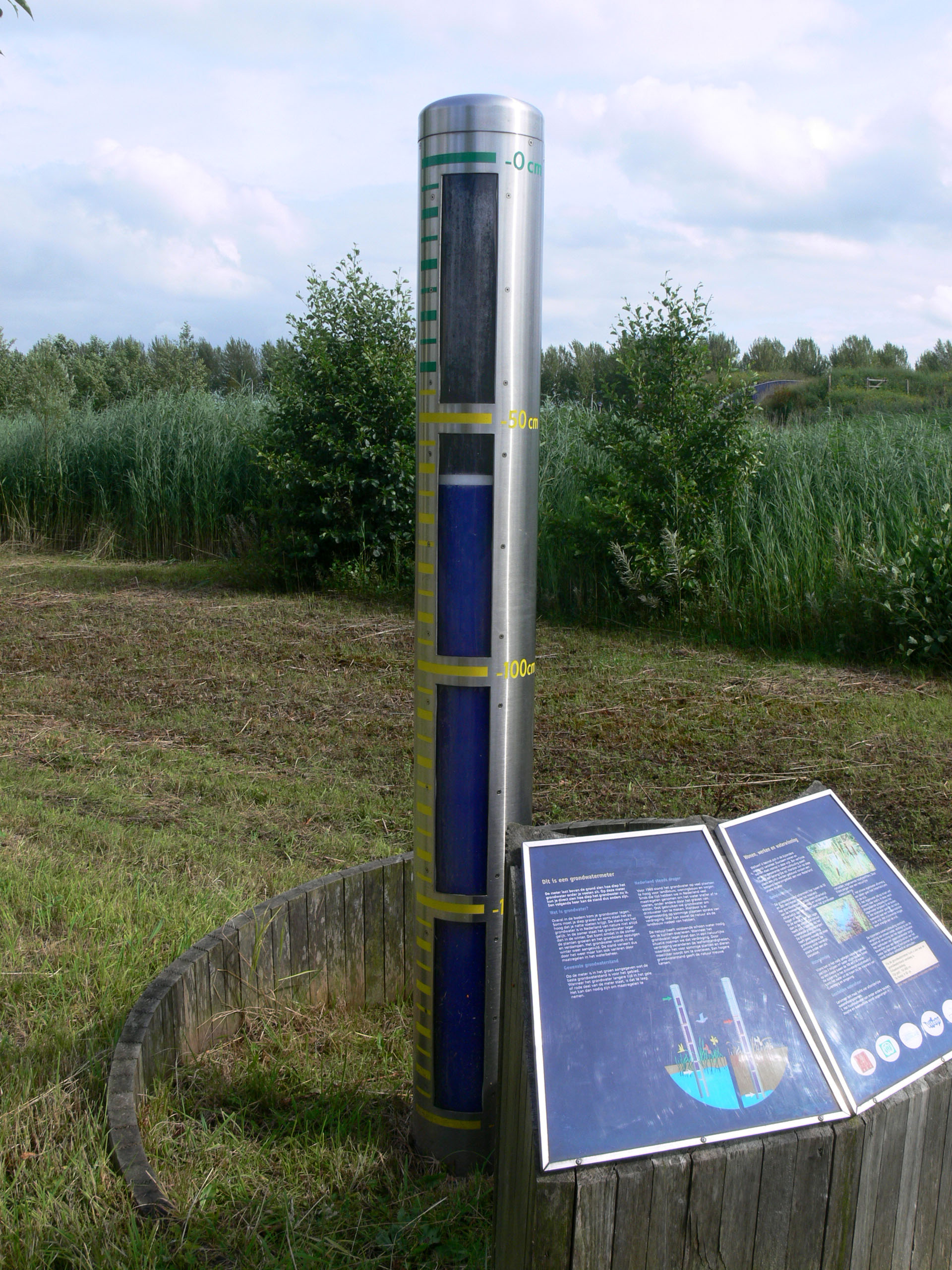
피에조미터는 지하수의 수두를 측정하는 데 사용되는 장치이다.

다공성 매질을 통한 물의 흐름을 설명하는 데 사용되는 수학적 관계는 다르시의 법칙, 확산 방정식 및 라플라스 방정식이며, 이는 다양한 분야에 응용된다. 정상 지하수 흐름(라플라스 방정식)은 전기, 탄성, 열전도 유추를 사용하여 시뮬레이션되었다. 일시적인 지하수 흐름은 고체 내 열의 확산과 유사하므로 수문학적 문제에 대한 일부 해결책은 열전달 문헌에서 채택되었다.
전통적으로 지하수의 이동은 지표수, 기후학, 심지어 수문지질학의 화학적 및 미생물학적 측면과는 별개로 연구되어 왔다. 수문지질학 분야가 성숙해지면서 지하수, 지표수, 물의 화학, 토양 수분, 심지어 기후 사이의 상호작용이 더욱 명확해졌다.
캘리포니아와 워싱턴은 모두 대중에게 전문적인 서비스를 제공하기 위해 수문지질학자에게 특별 자격증을 요구한다. 29개 주에서는 대중에게 서비스를 제공하는 지질학자에게 전문 면허를 요구하며, 여기에는 종종 지하수 자원 개발, 관리 및 복원 영역 내 작업이 포함된다.
예를 들어, 대수층 수두강하 또는 과다 인출 및 화석수의 양수는 해수면 상승에 기여하는 요인이 될 수 있다.

## 주제

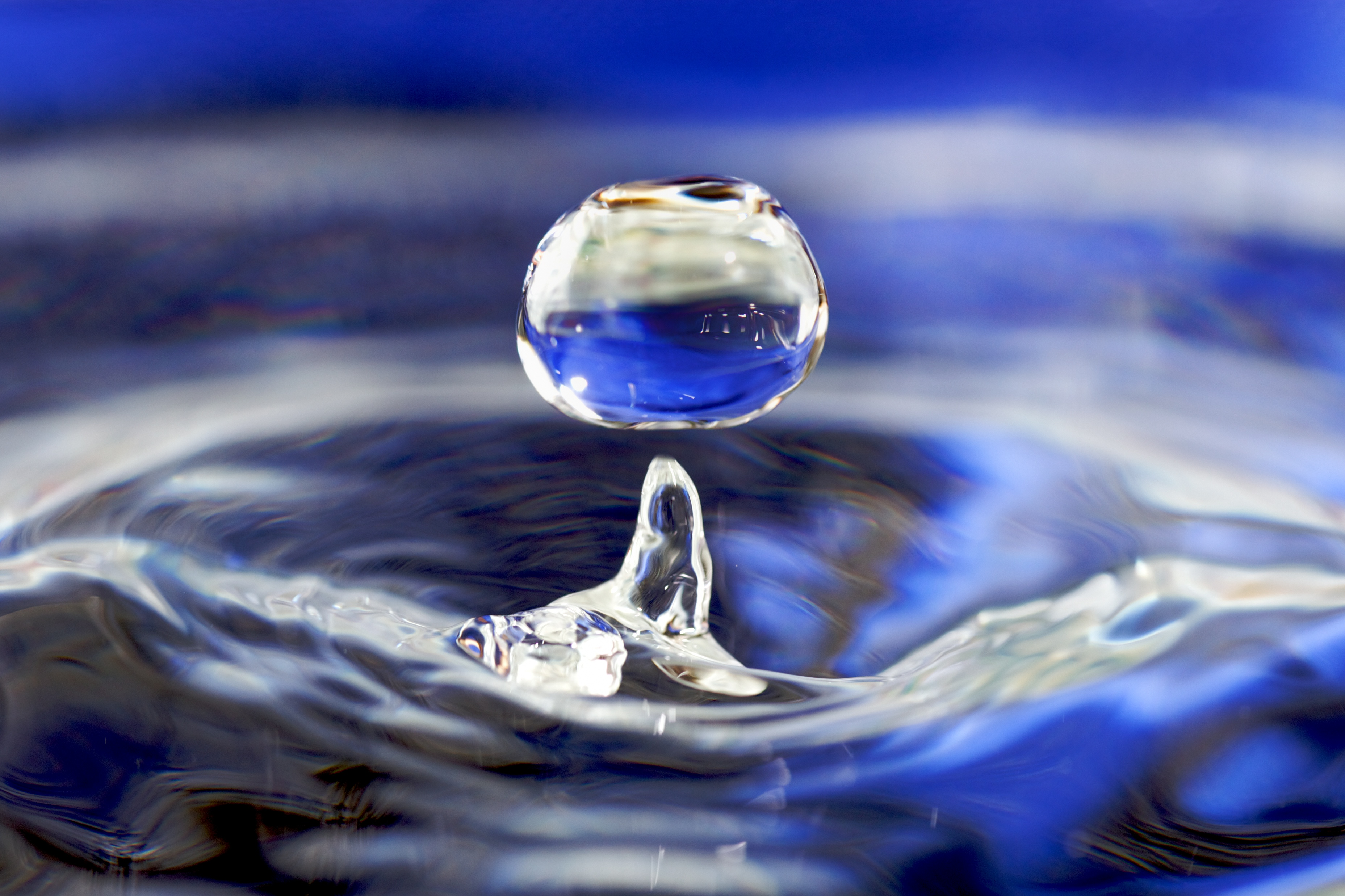
방울.

수문지질학자가 일반적으로 수행하는 주요 업무 중 하나는 과거 및 현재 관측 분석을 기반으로 대수층 시스템의 미래 행동을 예측하는 것이다. 제기될 수 있는 가상적이지만 특징적인 질문은 다음과 같다.
- 대수층이 다른 구역을 지탱할 수 있는가?
- 농부가 관개를 두 배로 늘리면 강이 마를까?
- 드라이 클리닝 시설의 화학 물질이 대수층을 통해 내 우물로 이동하여 나를 아프게 했는가?
- 이웃의 정화조 시스템에서 나오는 폐수 기둥이 내 식수 우물로 흐를까?

이러한 질문 대부분은 수문 시스템 시뮬레이션(수치 모델 또는 해석 방정식을 사용)을 통해 다룰 수 있다. 대수층 시스템의 정확한 시뮬레이션에는 대수층 특성 및 경계 조건에 대한 지식이 필요하다. 따라서 수문지질학자의 일반적인 업무는 대수층 시험을 사용하여 대수층 특성을 결정하는 것이다.
대수층과 불투수층을 더 특성화하기 위해 아래에 몇 가지 기본 및 파생 물리적 속성이 도입되었다. 대수층은 크게 피압 대수층 또는 자유면 대수층 (지하수위 대수층)으로 분류된다. 대수층의 유형은 해당 매질에서 물의 흐름을 제어하는 속성에 영향을 미친다(예: 피압 대수층의 물 저장고 방출은 저류계수와 관련이 있는 반면, 자유면 대수층은 비산출량과 관련이 있다).

### 대수층

일반적인 대수층 단면

대수층은 우물이나 샘에 사용 가능한 양의 물을 공급할 수 있는 암석층 또는 미고결 퇴적층이다. 대수층은 지하수위에 의해 상부가 정의되는 비피압 대수층이거나, 불투수층 아래에 존재하는 피압 대수층일 수 있다.
대수층의 특성을 제어하는 세 가지 측면은 층서학, 암상, 지질 형성 및 퇴적물이다. 층서학은 대수층을 구성하는 많은 형성물의 연대와 기하학적 구조를 관련시킨다. 암상은 광물 조성 및 입자 크기와 같은 대수층의 물리적 구성 요소를 나타낸다. 구조적 특징은 퇴적 후 변형으로 인해 발생하는 요소, 예를 들어 균열 및 습곡이다. 이러한 측면을 이해하는 것은 대수층이 어떻게 형성되고 전문가가 지하수 공학에 어떻게 활용할 수 있는지 이해하는 데 가장 중요하다.

### 수두
수두(h)의 차이는 물이 한 곳에서 다른 곳으로 이동하게 한다. 물은 높은 h 위치에서 낮은 h 위치로 흐른다. 수두는 압력 수두(ψ)와 고도 수두(z)로 구성된다. 수두 기울기는 흐름 경로 길이당 수두의 변화이며, 다르시의 법칙에 방출량에 비례하는 것으로 나타난다.
수두는 직접 측정할 수 있는 속성으로 어떤 값도 가질 수 있다(z 항에 임의의 기준점이 포함되어 있기 때문). ψ는 압력 변환기로 측정할 수 있으며 (이 값은 음수일 수 있다, 예를 들어 흡입력, 하지만 포화 대수층에서는 양수이다), z는 측량 기준점(일반적으로 우물 케이싱 상단)에 상대적으로 측정할 수 있다. 일반적으로 자유면 대수층을 이용하는 우물에서는 우물 내 수위가 수두의 대용으로 사용되며, 압력의 수직 기울기가 없다고 가정한다. 종종 시간에 따른 수두의 변화만 필요하므로 일정한 고도 수두 항은 생략될 수 있다 (Δh = Δψ).
우물에서 시간에 따른 수두 기록은 수문곡선이며, 시험에서 우물 양수 중 기록된 수두 변화는 수두강하라고 한다.

### 공극률

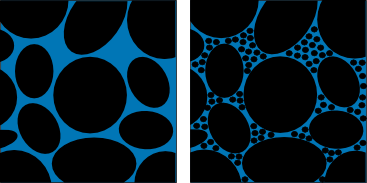
[왼쪽] 높은 공극률, 잘 분류됨 [오른쪽] 낮은 공극률, 잘 분류되지 않음

공극률 (n)은 직접 측정 가능한 대수층 속성이다. 이는 0과 1 사이의 비율로, 미고결 흙 입자 사이 또는 파쇄된 암석 내 공극 공간의 양을 나타낸다. 일반적으로 지하수(및 그 안에 용해된 모든 것)의 대부분은 흐름에 사용할 수 있는 공극률(때때로 유효 공극률이라고도 함)을 통해 이동한다. 투과성은 공극의 연결성을 나타내는 표현이다. 예를 들어, 파쇄되지 않은 암석 단위는 높은 공극률(구성 입자 사이에 많은 구멍이 있음)을 가질 수 있지만 낮은 투과성(공극이 연결되어 있지 않음)을 가질 수 있다. 이 현상의 예는 경석으로, 파쇄되지 않은 상태에서는 빈약한 대수층을 형성할 수 있다.
공극률은 대수층 내 수두 분포에 직접적인 영향을 미치지 않지만, 용해된 오염 물질의 이동에 매우 강한 영향을 미친다. 이는 공극률이 지하수 흐름 속도와 반비례 관계에 있기 때문이다.
다르시의 법칙은 다공성 매질을 통한 물 또는 다른 유체의 이동을 연구하는 데 일반적으로 적용되며, 많은 수문지질학적 분석의 기초를 이룬다.

### 함수량
함수량(θ)은 또한 직접 측정 가능한 속성이다. 이는 총 암석 중 액체 물로 채워진 부분의 비율이다. 이 또한 0에서 1 사이의 비율이지만, 총 공극률보다 작거나 같아야 한다.
함수량은 비포화대 수문학에서 매우 중요하며, 여기에서 투수계수는 함수량의 강하게 비선형 함수이다. 이는 불포화 지하수 흐름 방정식의 해결을 복잡하게 만든다.

### 투수계수
투수계수 (K)는 유체 (주로 물)가 공극 공간 또는 파쇄망을 통해 이동할 수 있는 용이성을 나타낸다. 투수량계수(Transmissivity)는 투수계수와 대수층 두께의 곱으로, 일반적으로 대수층이 우물로 물을 공급할 수 있는 능력을 나타내는 지표로 사용된다.

### 비저류계수 및 비산출량

지하수위의 계절별 변동을 나타내는 그림.

비저류계수 (Ss) 및 그 깊이 통합 등가물인 저류계수(S=Ssb)는 간접적인 대수층 속성이다(직접 측정할 수 없음). 이들은 피압 대수층의 단위 압력 저하로 인해 저장고에서 방출되는 지하수의 양을 나타낸다. 이들은 0과 1 사이의 비율이다.
비산출량(Sy) 또한 0에서 1 사이의 비율(Sy ≤ 공극률)이며, 자유면 대수층에서 지하수위가 낮아져 배수됨으로써 방출되는 물의 양을 나타낸다. 비산출량 값은 분자 간 힘으로 인해 배수 후에도 일부 물이 매질에 남아 있기 때문에 공극률 값보다 작다. 종종 공극률 또는 유효 공극률이 비산출량의 상한으로 사용된다. 일반적으로 Sy는 Ss보다 여러 자릿수 더 크다.

### 단층대 수문지질학
단층대 수문지질학은 취성 변형된 암석이 쇄설암, 화성암 및 탄산염암과 같은 다양한 암상 환경에서 유체 흐름을 어떻게 변화시키는지 연구하는 학문이다. 단층의 존재로 인해 유체 이동, 즉 투수성으로 정량화될 수 있는 유체 이동은 촉진되거나 방해될 수 있다. 이는 서로 다른 메커니즘과 변형된 암석이 단층대 내 공극률을 변화시키고 따라서 투수성을 변화시킬 수 있기 때문이다. 관련된 유체는 일반적으로 지하수 (담수 및 해수) 및 탄화수소 (오일 및 가스)이다. 단층과 함께 절리 및 엽리는 주로 경암 지형에서 지하수를 촉진시킨다.

### 오염물질 수송 특성

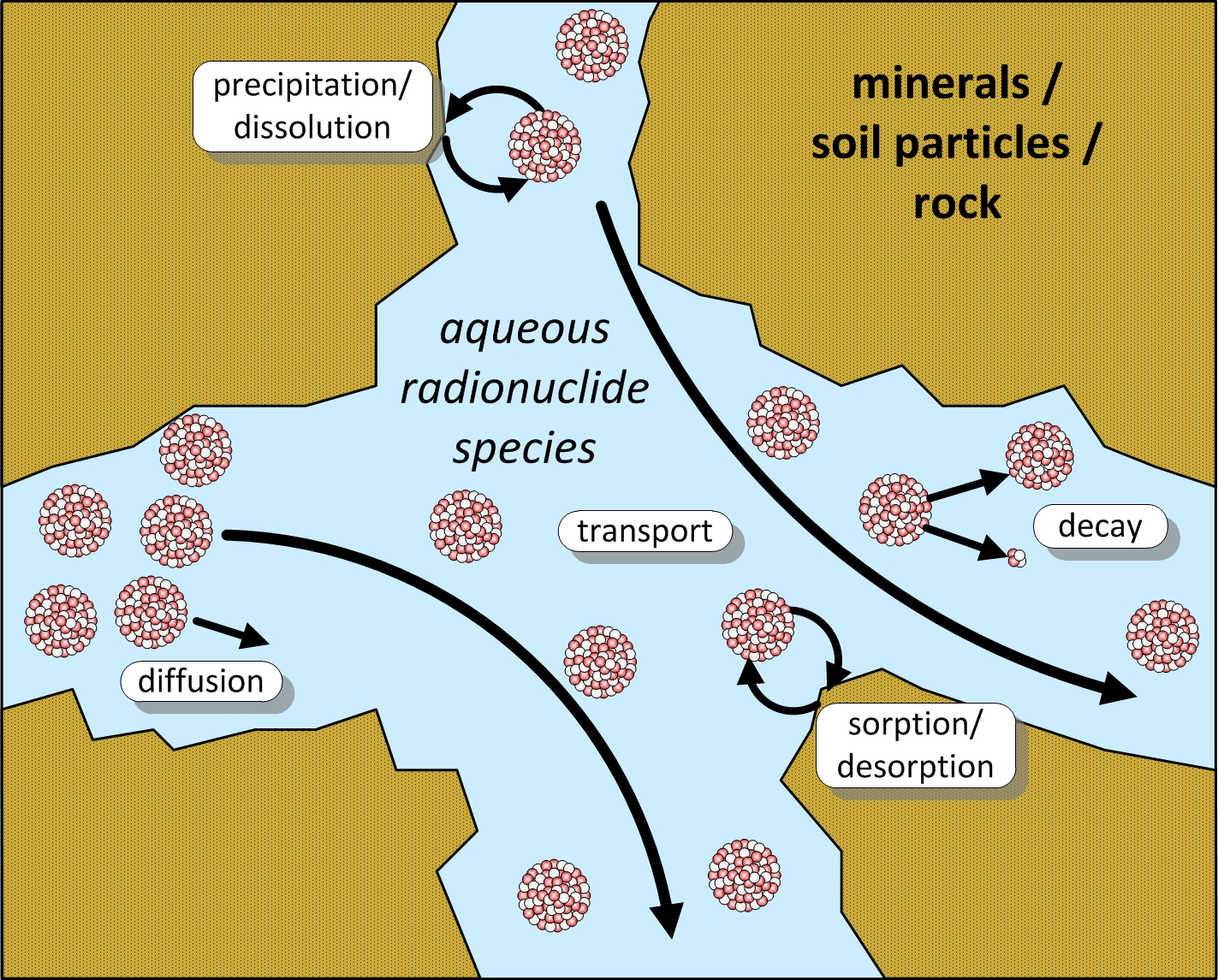
다공성 매질에서 공극수 내 방사성 오염물질의 수송 및 운명

우리는 종종 이동하는 지하수가 용해된 오염 물질을 어떻게 운반하는지에 관심을 갖는다(오염물질 수문지질학의 하위 분야). 인공 오염 물질(예: 석유 제품, 질산염, 크로뮴 또는 방사성 핵종) 또는 자연 발생 오염 물질(예: 비소, 염분)은 세 가지 주요 메커니즘을 통해 운반될 수 있다: 이류 (삼투 속도로 주 흐름 방향을 따라 운반), 확산 (고농도 지역에서 저농도 지역으로 오염 물질 이동), 수리학적 분산 (다공성 매질에 존재하는 미세 규모 이질성과 삼투 속도에 상대적인 불균일한 속도 분포로 인해 발생). 위에서 논의된 다른 수문학적 특성을 기반으로 지하수가 어디로 흐르는지 이해할 필요가 있을 뿐만 아니라, 용해된 오염 물질이 지하수와 함께 어떻게 이동하는지에 영향을 미치는 추가적인 대수층 특성도 있다.

#### 수력학적 분산
수리학적 분산(αL, αT)은 오염물질이 운반하는 지하수의 경로에서 얼마나 벗어나는지를 정량화하는 경험적 요인이다. 일부 오염물질은 평균 지하수 뒤에 있거나 앞에 있을 수 있으며, 이는 종방향 분산(αL)을 야기하고, 일부는 순수한 이류 지하수 흐름의 "측면"에 있을 수 있으며, 이는 횡방향 분산(αT)을 야기한다. 지하수에서의 분산은 각 물 "입자"가 흙 입자를 통과할 때 왼쪽, 오른쪽, 위 또는 아래로 갈지 선택해야 하므로 물 "입자"(및 그 용질)가 평균 경로 주위의 모든 방향으로 점차 퍼지기 때문에 발생한다. 이것은 흙 입자 규모의 "미세한" 메커니즘이다. 장거리에서는 대수층의 거시적 불균일성이 더 중요할 수 있으며, 이는 투과성이 크거나 작은 영역을 가질 수 있으므로 일부 물은 한 방향으로 우선적인 경로를 찾을 수 있고, 다른 물은 다른 방향으로 우선적인 경로를 찾을 수 있으므로 오염물질이 강 (3차원) 삼각주처럼 완전히 불규칙하게 퍼질 수 있다.
분산성은 사실 우리가 시뮬레이션하는 시스템에 대한 정보 부족을 나타내는 요소이다. 대수층에는 거시적 접근 방식을 사용할 때 효과적으로 평균화되는 많은 작은 세부 사항(예: 모래 대수층의 미세한 자갈 및 점토층)이 있으며, 이는 겉보기 분산성으로 나타난다. 이 때문에 α는 종종 문제의 길이 스케일에 따라 달라진다고 주장된다. 1m3의 대수층을 통한 수송에서 발견된 분산성은 동일한 대수층 물질의 1cm3를 통한 수송에서 발견된 분산성과 다르다.

#### 분자 확산
확산은 알베르트 아인슈타인이 브라운 운동으로 특징지은 기본적인 물리 현상으로, 기체와 액체에서 분자와 작은 입자의 무작위 열 운동을 설명한다. 짧은 거리에서는 중요한 현상이지만(열역학적 평형 달성에 필수적임), 확산에 의해 거리를 이동하는 데 필요한 시간은 거리 자체의 제곱에 비례하므로 짧은 시간 규모에서 거용질을 거시적인 거리에 걸쳐 확산시키는 데 덜 효과적이다. 확산 계수, 틀:What,는 일반적으로 상당히 작으며, 그 효과는 종종 무시할 수 있다(점토 불투수층에서와 같이 지하수 흐름 속도가 극히 낮은 경우가 아니면).
확산과 분산을 혼동하지 않는 것이 중요하다. 전자는 물리적 현상이고 후자는 확산과 유사한 형태로 표현되는 경험적 수리학적 요인으로, 수학적으로 문제를 설명하고 해결하기에 편리한 방법이기 때문이다.

#### 흡착에 의한 지연
지연 계수는 오염 물질의 움직임을 평균 지하수 움직임에서 벗어나게 하는 또 다른 매우 중요한 특징이다. 이는 크로마토그래피의 지연 계수와 유사하다. 단순히 오염 물질을 확산시키는 확산 및 분산과 달리, 지연 계수는 전체 평균 속도를 변화시켜 물의 속도보다 훨씬 느릴 수 있게 한다. 이는 화학적-물리적 효과 때문이다. 즉, 흙에 대한 흡착으로 인해 오염 물질이 붙잡히고, 화학적 흡착 평형에 해당하는 양이 흡착될 때까지 진행하지 못하게 된다. 이 효과는 용해도가 낮은 오염 물질에 특히 중요하며, 따라서 물보다 수백 또는 수천 배 느리게 움직일 수 있다. 이 현상의 효과는 용해도가 높은 종만이 장거리를 이동할 수 있다는 것이다. 지연 계수는 오염 물질과 대수층의 화학적 특성 모두에 따라 달라진다.

## 역사와 발전

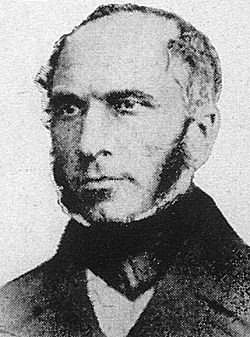
정량 수문지질학의 기초를 다진 앙리 다르시

### 앙리 다르시: 19세기
앙리 다르시는 다공성 물질을 통한 유체 흐름에서 진전을 이룬 프랑스 과학자였다. 그는 모래 기둥을 통한 유체 이동을 연구하는 실험을 수행했다. 이 실험은 높은 공극률을 가진 매질을 통한 유체 흐름을 설명하는 다르시의 법칙의 결정으로 이어졌다. 다르시의 작업은 정량 수문지질학의 시작으로 간주된다.

### 오스카 에드워드 마인저: 20세기
오스카 에드워드 마인저는 종종 "현대 지하수 수문학의 아버지"라고 불리는 미국 과학자였다. 그는 이 분야의 주요 용어를 표준화하고 발생, 이동 및 방출에 관한 원리를 정립했다. 그는 물의 흐름이 다르시의 법칙을 따른다는 것을 증명했다. 그는 또한 지하수에 대한 정량적 정보를 수집하기 위해 지구물리학적 방법과 우물 기록계를 사용할 것을 제안하고 양수 시험을 제안했다. 마인저는 또한 물의 지구화학과 대수층의 높은 염분 수준이 미치는 영향 연구의 중요성을 강조했다.

## 지배 방정식

### 다르시의 법칙
다르시의 법칙은 1856년 앙리 다르시가 경험적으로 도출한 구성 방정식으로, 특정 대수층 부분을 통해 방출되는 지하수의 양이 흐름의 단면적, 수력 경사, 투수계수에 비례한다고 명시한다.

### 지하수 흐름 방정식

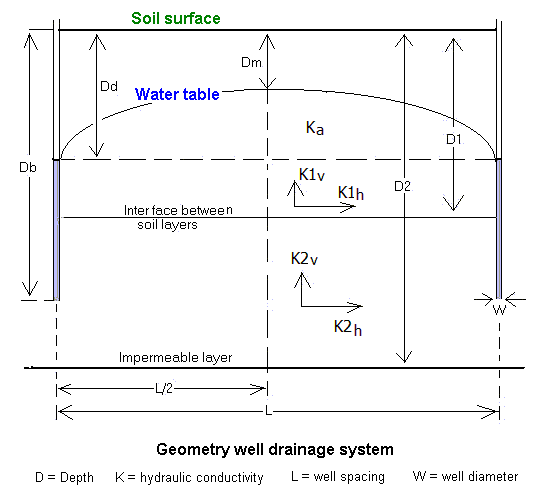
이방성 층상 대수층에서 부분적으로 침투하는 우물 배수 시스템의 기하학

지하수 흐름 방정식은 가장 일반적인 형태로 다공성 매질(대수층 및 불투수층) 내 지하수의 이동을 설명한다. 이는 수학에서 확산 방정식으로 알려져 있으며, 다른 분야에서도 많은 유사성을 가진다. 지하수 흐름 문제에 대한 많은 해법은 기존 열전달 해법에서 차용되거나 개조되었다.
이것은 종종 다르시의 법칙과 작은 제어 부피에 대한 질량 보존을 사용하여 물리적 기반에서 파생된다. 이 방정식은 일반적으로 방사 대칭을 갖는 우물로의 흐름을 예측하는 데 사용되므로 흐름 방정식은 일반적으로 극좌표계 또는 원통 좌표계로 해결된다.
타이스 방정식은 지하수 흐름 방정식에 대한 가장 일반적으로 사용되는 기본 해법 중 하나이다. 이는 하나 또는 여러 개의 양수 우물의 양수 효과로 인한 수두의 일시적인 진화를 예측하는 데 사용될 수 있다.
티엠 방정식은 우물로의 흐름에 대한 정상 상태 지하수 흐름 방정식(라플라스 방정식)의 해법이다. 근처에 큰 수원(강이나 호수)이 없는 한, 실제 정상 상태는 현실에서 거의 달성되지 않는다.
위 두 방정식은 대수층 시험 (양수 시험)에 사용된다.
후하우트 방정식은 파이프, 타일 배수 또는 도랑에 의한 지하 배수 시스템에 적용되는 지하수 흐름 방정식이다. 또 다른 지하 배수 방법은 우물에 의한 배수이며, 이를 위한 지하수 흐름 방정식도 사용할 수 있다.

## 지하수 흐름 계산

상대적 지하수 이동 시간.

수두 분포 또는 지하수 흐름의 방향과 속도를 추정하기 위해 지하수 흐름 방정식을 사용하려면 이 편미분 방정식 (PDE)을 풀어야 한다. 수문지질학 문헌에서 확산 방정식을 해석적으로 푸는 가장 일반적인 방법은 다음과 같다.
- 라플라스 변환, 행켈 변환 및 푸리에 변환 (PDE의 차원 수를 줄이기 위해),
- 유사 변환 (볼츠만 변환이라고도 함)은 일반적으로 타이스 해법이 도출되는 방식이다.
- 변수분리법, 비직교 좌표에 더 유용하며,
- 그린 함수는 타이스 해법을 도출하는 또 다른 일반적인 방법이다. — 자유 공간에서의 확산 방정식의 근본적인 해로부터.

지하수 흐름 방정식을 풀기 위해 어떤 방법을 사용하든 초기 조건(시간(t) = 0에서의 수두)과 경계 조건(영역의 물리적 경계를 나타내거나 그 지점 너머의 영역을 근사화)이 모두 필요하다. 종종 초기 조건은 해당하는 정상 상태 시뮬레이션(지하수 흐름 방정식에서 시간 미분이 0으로 설정됨)에 의해 과도 시뮬레이션에 제공된다.
(PDE)를 푸는 두 가지 광범위한 범주가 있다. 즉, 해석적 방법, 수치적 방법, 또는 그 중간의 어떤 방법이다. 일반적으로 해석적 방법은 단순화된 조건에서 지하수 흐름 방정식을 정확하게 푸는 반면, 수치적 방법은 더 일반적인 조건에서 근사적으로 푼다.

### 해석적 방법
해석적 방법은 일반적으로 수학의 구조를 사용하여 단순하고 우아한 해법에 도달하지만, 가장 단순한 영역 형상 외에는 필요한 유도가 매우 복잡할 수 있다(비표준 좌표, 등각 사상 등 포함). 해석적 해법은 일반적으로 몇 가지 기본 매개변수를 기반으로 빠른 답을 줄 수 있는 간단한 방정식이다. 타이스 방정식은 양수 또는 주입 우물 주변의 지하수 흐름 및 수위에 대한 간단한 (그러나 여전히 매우 유용한) 해석적 해법으로, 일반적으로 대수층 시험 또는 슬러그 테스트 결과를 분석하는 데 사용된다.

### 수치적 방법
수치적 방법의 주제는 매우 광범위하며, 일반적으로 대부분의 공학 및 과학 분야에 유용하다. 수치적 방법은 컴퓨터가 등장하기 훨씬 전부터 존재했지만 (1920년대 리처드슨은 오늘날에도 여전히 사용되는 일부 유한차분 스키마를 개발했지만, 그것들은 인간 "계산기"에 의해 종이와 연필을 사용하여 손으로 계산되었다), 빠르고 저렴한 개인용 컴퓨터의 보급으로 매우 중요해졌다. 수문지질학에서 사용되는 주요 수치적 방법과 몇 가지 가장 기본적인 원리에 대한 간략한 조사는 아래에 나와 있으며 지하수 모델 문서에서 더 자세히 논의된다.
수치적 방법에는 크게 그리드 방법 또는 이산화 방법과 비그리드 방법 또는 메쉬 없는 방법의 두 가지 범주가 있다. 일반적인 유한차분법과 유한요소법(FEM)에서는 영역이 완전히 그리드로 분할되고(작은 요소의 그리드 또는 메쉬로 "잘림") 각 요소에 대해 흐름 방정식이 해결되며(모든 재료 특성은 요소 내에서 일정하거나 선형적으로 변할 수 있다고 가정), 그런 다음 질량 보존 법칙을 사용하여 모든 요소를 요소 간 경계를 가로질러 연결한다(발산 정리와 유사). 이로 인해 전체적으로 지하수 흐름 방정식을 근사하지만 경계 조건(수두 또는 플럭스가 경계를 교차하는 요소에 지정됨)과 정확히 일치하는 시스템이 된다.
유한차분은 불연속 간격(Δx 및 Δt)을 사용하여 연속 미분 연산자를 나타내는 방법이며, 유한차분법은 이를 기반으로 한다(이들은 테일러 급수에서 파생됨). 예를 들어, 1차 시간 미분은 종종 다음과 같은 전향 유한차분을 사용하여 근사화된다. 여기서 아래첨자는 불연속 시간 위치를 나타낸다.
{\displaystyle {\frac {\partial h}{\partial t}}=h'(t_{i})\approx {\frac {h_{i}-h_{i-1}}{\Delta t}}.}
전향 유한차분 근사는 무조건적으로 안정적이지만, 암시적 방정식 집합(예: LU 분해 또는 숄레스키 분해와 같은 행렬 방법을 사용하여 해결해야 함)으로 이어진다. 유사한 후향 차분은 조건부로만 안정적이지만, 명시적이며 시간 방향으로 "진행"하여 한 번에 하나의 그리드 노드를 해결하는 데 사용될 수 있다(또는 병렬로, 한 노드가 바로 이웃 노드에만 의존하기 때문). 유한차분법 대신, 공간에서 갤러킨 FEM 근사가 때때로 사용되며(이는 구조공학에서 흔히 사용되는 FEM 유형과 다르다) 시간에서는 여전히 유한차분이 사용된다.

#### 유한차분 모델의 적용
MODFLOW는 일반적인 유한차분 지하수 흐름 모델의 잘 알려진 예시이다. 이는 미국 지질조사국이 지하수 흐름 모델링을 위한 모듈식 확장 가능한 시뮬레이션 도구로 개발했다. 이는 USGS에서 개발, 문서화 및 배포하는 자유 소프트웨어이다. 많은 상업 제품이 MODFLOW를 기반으로 성장하여 입력 파일 기반 인터페이스에 그래픽 사용자 인터페이스를 제공하고 일반적으로 사용자 데이터의 전처리 및 후처리를 통합한다. MODFLOW의 단순하고 잘 문서화된 특성 때문에 MODFLOW 입력 및 출력과 함께 작동하도록 많은 다른 모델이 개발되어 여러 수문학적 프로세스(흐름 및 수송 모델, 지표수 및 지하수 모델 및 화학 반응 모델)를 시뮬레이션하는 연결된 모델이 가능해졌다.

#### 유한요소 모델의 적용
유한요소 프로그램은 설계 면에서 더 유연하고(대부분의 유한차분 모델이 사용하는 블록 요소와 비교하여 삼각형 요소) 일부 프로그램이 제공되지만(USGS의 2D 또는 3D 밀도 의존적 흐름 모델인 SUTRA, 상업용 불포화 흐름 모델인 Hydrus, 지하 흐름, 용질 및 열 수송 과정을 위한 상업용 모델링 환경인 FEFLOW, 다공성 및 파쇄 매질에서 열-수력-역학적-화학적(THMC) 과정을 위한 과학적 오픈 소스 프로젝트인 OpenGeoSys, COMSOL Multiphysics (상업용 일반 모델링 환경), FEATool Multiphysics (사용하기 쉬운 MATLAB 시뮬레이션 툴박스) 및 통합 수류 모델(IWFM)), 실무 수문지질학자들에게 MODFLOW만큼 인기가 많지는 않다. 유한요소 모델은 대학 및 연구실 환경에서 더 인기가 많으며, 여기서 전문 모델은 흐름 방정식의 비표준 형태(불포화 흐름, 밀도 의존적 흐름, 결합된 열 및 지하수 흐름 등)를 해결한다.

#### 유한체적 모델의 적용
유한체적법은 편미분 방정식을 대수 방정식으로 표현하고 평가하는 방법이다.틀:Full citation needed 유한차분법과 유사하게, 값은 메쉬화된 형상의 불연속 지점에서 계산된다. "유한체적"은 메쉬의 각 노드 지점을 둘러싸는 작은 체적을 나타낸다. 유한체적법에서는 발산 정리를 사용하여 발산 항을 포함하는 편미분 방정식의 체적 적분을 표면 적분으로 변환한다. 그런 다음 이러한 항은 각 유한체적의 표면에서 유량으로 평가된다. 주어진 체적으로 유입되는 유량이 인접 체적을 떠나는 유량과 동일하기 때문에 이러한 방법은 보존적이다. 유한체적법의 또 다른 장점은 비정형 메쉬를 쉽게 허용하도록 공식화된다는 것이다. 이 방법은 많은 전산 유체 역학 패키지에서 사용된다.
PORFLOW 소프트웨어 패키지는 Analytic & Computational Research, Inc., ACRi에서 개발한 지하수 흐름 및 핵 폐기물 관리를 시뮬레이션하기 위한 포괄적인 수학적 모델이다.
로스앨러모스 국립연구소에서 FEHM 소프트웨어 패키지를 무료로 사용할 수 있다. 이 다목적 다공성 흐름 시뮬레이터는 다상, 열, 응력 및 다성분 반응 화학을 모델링하는 기능을 포함한다. 이 코드를 사용한 현재 작업에는 메테인 하이드레이트 형성, 이산화탄소 포집, 오일 셰일 추출, 핵 및 화학 오염 물질의 이동, 불포화대에서의 환경 동위원소 이동, 카르스트 형성 시뮬레이션이 포함된다.

#### 기타 방법
여기에는 해석요소법(AEM) 및 경계 요소법(BEM)과 같은 메쉬 없는 방법이 포함되며, 이는 해석적 해법에 가깝지만 어떤 식으로든 지하수 흐름 방정식을 근사한다. BEM 및 AEM은 지하수 흐름 방정식을 정확하게 해결하는 반면(완벽한 질량 균형), 경계 조건을 근사한다. 이러한 방법은 더 정확하고 훨씬 더 우아한 해법(해석적 방법과 마찬가지로)일 수 있지만, 아직 학술 및 연구 그룹 외에서는 널리 사용되지 않고 있다.

## 우물
우물은 시추 또는 굴착을 통해 지하수를 지표면으로 끌어올리고, 펌프 또는 양동이와 같은 도구를 사용하여 지표면으로 퍼 올리는 장치이다. 우물이 역사적으로 처음 사용된 것은 기원전 52세기, 현대 오스트리아 지역에서였다. 오늘날 우물은 개발도상국부터 미국 교외 지역에 이르기까지 전 세계적으로 사용된다.
우물은 얕은 우물, 깊은 우물, 자분 우물의 세 가지 주요 유형으로 나뉜다. 얕은 우물은 비피압 대수층을 이용하며, 일반적으로 깊이가 15미터 미만으로 얕다. 얕은 우물은 직경이 보통 15센티미터 미만으로 작다. 깊은 우물은 피압 대수층에 접근하며, 항상 기계로 시추된다. 모든 깊은 우물은 기계식 펌프를 사용하여 물을 지표면으로 끌어올린다. 자분 우물에서는 우물 상단이 지하수위 아래에 위치하므로 펌프나 다른 기계적 장치 없이 물이 자연적으로 흐른다.

### 우물 설계 및 시공

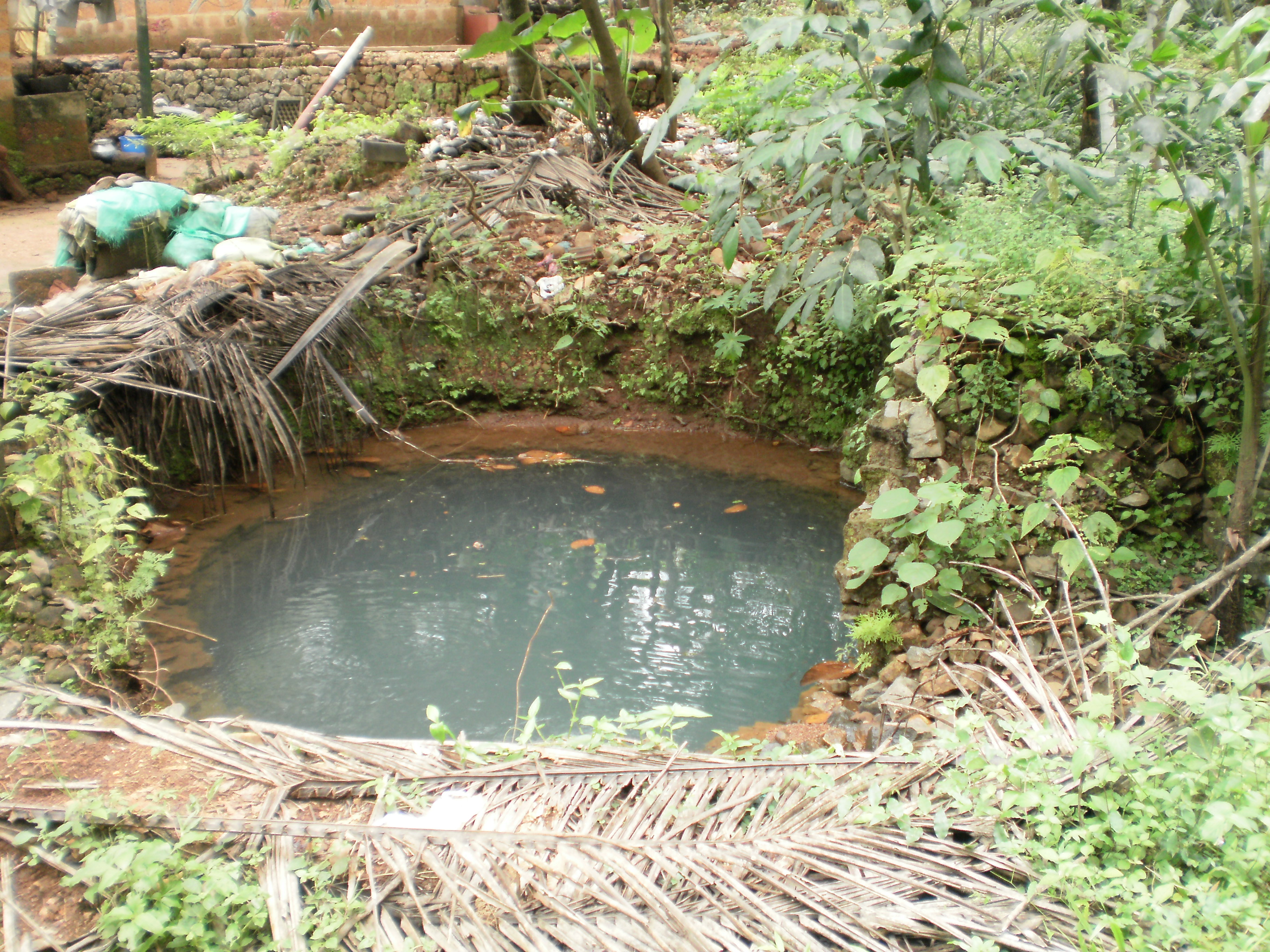
인도 케랄라주의 우물.

지하수 공학 및 수문지질학에서 가장 중요한 측면 중 하나는 우물 설계 및 시공이다. 적절한 우물 설계 및 시공은 지하수와 우물을 사용할 사람들의 건강을 유지하는 데 중요하다. 우물 설계 시 고려해야 할 요소는 다음과 같다.
- 연속적인 물 공급을 제공하는 신뢰할 수 있는 대수층
- 접근 가능한 지하수의 품질
- 우물을 모니터링하는 방법
- 우물의 운영 비용
- 우물의 예상 산출량
- 이전에 대수층을 시추한 기록[23]

위에 언급된 요소들과 더불어 새로운 우물을 계획하고 건설할 때 고려해야 할 다섯 가지 주요 영역이 있다. 그것들은 다음과 같다.
- 대수층 적합성
- 우물 설계 고려사항
- 우물 굴착 방법
- 우물 스크린 설계 및 개발
- 우물 테스트[24]

대수층 적합성은 대수층의 "USGS 보고서, 시추공 기록, 그리고 단면도"를 사용하여 우물의 가능한 위치를 결정하는 것으로 시작한다. 이 정보는 깊이, 두께, 투수율, 우물 산출량과 같은 대수층 특성을 결정하는 데 사용되어야 한다. 이 단계에서 대수층 내 물의 수질도 결정되어야 하며, 오염 물질이 있는지 확인하기 위한 스크리닝이 이루어져야 한다.
깊이와 우물 산출량 등의 요인이 결정되면, 우물 설계 및 시추 접근 방식이 확립되어야 한다. 시추 방법은 "토양 조건, 우물 깊이, 설계, 그리고 비용"을 기반으로 선택된다. 이 단계에서 비용 추정치가 준비되고, 예산 요구를 충족하도록 계획이 조정된다.
우물의 중요한 부분에는 우물 밀봉, 케이싱 또는 라이너, 구동 슈즈, 우물 스크린 조립품, 그리고 모래 또는 자갈 팩(선택 사항)이 포함된다. 이러한 각 구성 요소는 우물이 단 하나의 대수층에서만 물을 끌어올리고, 과정의 어떤 단계에서도 누출이 발생하지 않도록 보장한다.
우물 건설 시 사용할 수 있는 여러 가지 시추 방법이 있다. 여기에는 "케이블 도구, 공기 로터리, 진흙 로터리, 그리고 역순환 이중 로터리" 시추 기술이 포함된다. 케이블 도구 시추는 저렴하고 모든 유형의 우물에 사용할 수 있지만, 정렬을 지속적으로 확인해야 하며 전진 속도가 느리다. 고결된 지층에는 효과적인 시추 기술이 아니지만, 작은 시추 공간을 제공한다. 공기 로터리 시추는 비용 효율적이며 고결된 지층에 잘 작동한다. 전진 속도가 빠르지만, 대구경 우물에는 적합하지 않다. 진흙 로터리 시추는 특히 깊은 우물에 비용 효율적이다. 정렬을 잘 유지하지만, 더 넓은 공간이 필요하다. 전진 속도가 매우 빠르다. 역순환 이중 로터리 시추는 더 비싸지만, 대형 우물 설계에 좋다. 다목적이며 정렬을 유지한다. 전진 속도가 빠르다.
우물 스크린은 물만 지표면으로 올라오고 퇴적물은 지표면 아래에 남아 있도록 보장한다. 스크린은 우물 샤프트에 따라 배치되어 물이 지표면으로 펌핑될 때 퇴적물을 걸러낸다. 스크린 설계는 토양의 특성에 따라 영향을 받을 수 있으며, 효율성을 극대화하기 위해 자연적인 팩 설계가 사용될 수 있다.
우물 건설 후, 생산성, 효율성 및 우물의 산출량을 평가하고, 대수층에 대한 우물의 영향을 결정하기 위해 테스트를 수행해야 한다. 우물의 모든 관련 특성을 테스트하기 위해 여러 가지 다른 테스트를 완료해야 한다.

## 지하수 공학 및 수문지질학의 문제점

### 오염
지하수 오염은 다른 유체가 대수층으로 스며들어 기존 지하수와 섞일 때 발생한다. 살충제, 비료, 휘발유는 일반적인 대수층 오염 물질이다. 휘발유와 같은 화학 물질을 위한 지하 저장 탱크는 특히 지하수 오염의 우려되는 원천이다. 이러한 탱크가 부식되면 누출될 수 있으며, 그 내용물이 주변 지하수를 오염시킬 수 있다. 하수 처리 시스템에 연결되지 않은 건물에는 정화조가 안전한 속도로 폐기물을 처리하는 데 사용될 수 있다. 정화조가 제대로 건설되거나 유지 관리되지 않으면 박테리아, 바이러스 및 기타 화학 물질이 주변 지하수로 누출될 수 있다. 매립지는 지하수 오염의 또 다른 잠재적 원천이다. 쓰레기가 매립될 때, 보호 기층이 갈라지거나 손상되면 유해한 화학 물질이 쓰레기에서 주변 지하수로 이동할 수 있다. 도로 염분과 잔디밭 및 농장에서 사용되는 화학 물질과 같은 다른 화학 물질은 지역 저수지로 유출되어 결국 대수층으로 유입될 수 있다. 물이 물의 순환을 거치면서 대기 중의 오염 물질이 물을 오염시킬 수 있다. 이 물은 또한 지하수로 유입될 수 있다.

### 논란

#### 프래킹
프래킹으로 인한 지하수 오염은 오랫동안 논란의 대상이었다. 수압파쇄에 일반적으로 사용되는 화학 물질은 지하수에 대한 프래킹의 영향을 결정할 책임이 있는 정부 기관에서 테스트되지 않으므로, 미국 환경보호청 (EPA)의 연구실에서는 프래킹에 사용되는 화학 물질이 인근 대수층에 존재하는지 판단하기 어렵다. 2016년 EPA는 프래킹으로 인해 식수가 오염될 수 있다는 보고서를 발표했다. 이는 지역 식수에 대한 프래킹의 영향을 2천9백만 달러를 들여 연구한 후 이전 정책을 뒤집은 것이다.

#### 캘리포니아주
캘리포니아주는 건조한 기후, 높은 인구 밀도, 집중적인 농업으로 인해 지하수 사용에 대한 가장 큰 논란을 겪고 있다. 갈등은 일반적으로 지하수 양수 및 지역 외로의 반출, 상업 회사의 불공정한 물 사용, 개발 프로젝트로 인한 지하수 오염을 둘러싸고 발생한다. 북부 캘리포니아의 시스키유 카운티에서 캘리포니아주 고등법원은 열악한 지하수 규제로 인해 스콧 강의 흐름이 감소하고 연어의 자연 서식지가 교란되었다고 판결했다. 중앙 캘리포니아의 오언스 밸리에서는 어류 양식에 지하수가 양수되어 지역 초원 및 기타 생태계가 파괴되었다. 이는 어류 회사에 대한 소송 및 합의로 이어졌다. 남부 캘리포니아의 개발은 지역 대수층을 위협하고 건설 및 일반적인 인간 활동을 통해 지하수를 오염시키고 있다. 예를 들어, 샌버너디노군의 태양열 프로젝트는 최대 130만 입방미터의 지하수를 사용하여 하퍼 호수에 영향을 미치므로 조류 및 야생 동물 종의 생태계를 위협할 것이라고 주장되었다. 2014년 9월 캘리포니아는 지속가능한 지하수 관리법을 통과시켰는데, 이는 지하수가 지표수 시스템과 연결되어 있으므로 사용자가 지하수를 적절히 관리하도록 요구한다.

#### 콜로라도주
건조한 기후로 인해 콜로라도주는 대부분의 물을 지하수로부터 얻는다. 이로 인해 지하수 공학 관행과 관련된 문제가 발생했다. 와이드필드 대수층에서 높은 수준의 PFC가 발견되면서 최대 65,000명이 영향을 받았다. 콜로라도의 지하수 사용은 20세기 이전에 시작되었다. 콜로라도 63개 카운티 중 19개 카운티는 주로 지하수에 의존하여 생활용수를 공급받는다. 콜로라도 지질조사국은 덴버 분지의 지하수에 대한 세 가지 중요한 보고서를 가지고 있다. 첫 번째 보고서는 남서부 덴버 분지의 상부 백악기, 팔레오세, 에오세 지층 지질학, 두 번째 보고서는 그리울리에서 콜로라도 스프링스 사이의 상부 백악기부터 팔레오기 지층의 기반암 지질학, 구조 및 등층도, 세 번째 출판물은 그리울리에서 콜로라도 스프링스 사이의 덴버 분지 담수층 단면도이다.

## 지하수 공학/수문지질학의 새로운 경향
수천 년 전 첫 우물이 만들어진 이래로 지하수 시스템은 인간 활동에 의해 변화되었다. 50년 전부터 더 큰 규모의 이러한 시스템의 지속가능성이 고려되기 시작했으며, 이는 지하수 공학의 주요 초점 중 하나가 되었다. 새로운 아이디어와 연구는 지하수 보존을 여전히 고려하면서 지하수 공학을 21세기로 발전시키고 있다.

### 지형 매핑
지속 가능성 향상을 위해 지형 매핑에 새로운 발전이 있었다. 지형 매핑은 지면을 투과하여 우려 지역을 정확히 찾아내는 데 도움이 되는 레이더를 포함하도록 업데이트되었다. 또한 최근 몇 년 동안 대규모 계산은 지도에서 수집된 데이터를 사용하여 지하 대수층에 대한 지식을 증진시켰다. 이를 통해 고도로 복잡하고 개별화된 물 순환 모델이 가능해졌으며, 이는 특정 상황에 지하수 지속 가능성을 더욱 적용하는 데 도움이 되었다.

### 기술의 역할
기술 발전은 지형 매핑을 진보시켰으며, 또한 지권, 수권, 생물권, 대기권 시뮬레이션의 품질을 향상시켰다. 이러한 시뮬레이션은 그 자체로 유용하지만, 함께 사용하면 특정 지역의 미래 지속 가능성과 해당 지역의 안정성을 보장하기 위해 어떤 변화를 만들 수 있는지에 대한 더욱 정확한 예측을 제공하는 데 도움이 된다. 이는 기술 발전 없이는 불가능했을 것이다. 기술이 계속 발전함에 따라 시뮬레이션의 정확성은 증가하고 지하수 공학에서 더 복잡한 연구 및 프로젝트를 가능하게 할 것이다.

### 증가하는 인구
인구가 계속 증가함에 따라, 지속 가능한 속도로 지하수를 사용하던 지역들이 미래에 지속가능성 문제에 직면하기 시작했다. 대도시에서 현재 볼 수 있는 규모의 인구는 대수층의 장기적인 지속가능성을 고려할 때 고려되지 않았다. 이러한 대규모 인구는 지하수 공급에 스트레스를 주기 시작했다. 이는 일부 도시 지역에서 새로운 정책의 필요성을 야기했다. 이를 선제적 토지 이용 관리라고 하며, 도시들이 선제적으로 지하수를 보존할 수 있도록 한다.
브라질에서는 인구 과잉으로 인해 시립 상수도 공급이 부족해졌다. 물 부족으로 인해 사람들은 일반적으로 시립 상수도 시스템이 제공하는 범위 내에서 우물을 파기 시작했다. 이는 사회경제적 지위가 높은 사람들에게는 해결책이었지만, 소외된 인구의 상당수는 물을 이용할 수 없게 되었다. 이 때문에 시는 자체적으로 우물을 팔 여유가 없는 사람들을 돕기 위해 우물을 파는 새로운 시립 정책을 만들었다. 시가 새로운 우물을 파는 것을 담당하기 때문에, 우물을 신중하게 배치하고 증가하는 인구를 고려하여 해당 지역의 지하수 미래 지속가능성을 더 잘 계획할 수 있다.

### 미국 내 지하수 의존도
미국에서는 식수의 51%가 지하수 공급원에서 나온다. 농촌 인구의 약 99%는 지하수에 의존한다. 또한, 국내 총 지하수의 64%는 관개에 사용되며, 일부는 산업 공정 및 호수와 강의 재충전에 사용된다. 2010년에는 미국에서 사용된 담수의 22%가 지하수에서 나왔고 나머지 78%는 지표수에서 나왔다. 지하수는 담수에 접근할 수 없는 일부 주에 중요하다. 담수 지하수의 65%는 관개에 사용되며 21%는 주로 공공 식수 목적으로 사용된다.

## 같이 보기
- 환경공학
- 샘
- 물의 순환